# 资产掉期
资产掉期（asset swap）是一种柜台交易的衍生性金融商品，為交換交易的一種。与普通的利率交換（plain-vanilla interest rate swap）一样，资产掉期的合同有两个合同主体，分为「支付固定利率／获取浮动利率」方，以及「支付浮动利率／获取固定利率」方。
资产掉期的现金流的结构是与相关联的债券的现金流结构相同的。在债券支付利息之日，资产掉期的两个合同主体互相支付。
资产掉期的浮动利率主要是以倫敦同業拆放利率（LIBOR）为基本利率的，资产掉期率（asset swap rate）則是指高于基本利率的部分。